# Idaea costaria
Idaea costaria là một loài bướm đêm trong họ Geometridae.